# Франц Захер
Франц За̀хер (на немски: Franz Sacher) е австрийски сладкар, известен най-вече като създател на световноизвестната шоколадова торта Захер (на немски: Sachertorte).

## Биография
Роден е на 19 декември 1816 година във Виена, Австрия. През 1832 г. министърът на външните работи на Австро-Унгарската империя Клеменс фон Метерних нарежда на своя сладкар да създаде за него и неговите високопоставени гости необичаен десерт. Тъй като по това време главният сладкар е болен, желанието на високопоставената персона е изпълнено от 16-годишния тогава Франц Захер, който е стажант по сладкарство в придворната кухня. Така приготвеният сладкиш представлява шоколадова торта, която се харесва много на гостите и която става една от най-популярните торти и до днешни дни.
След като завършва своето обучение, Захер работи като сладкар при други аристократи в Братислава и Будапеща.
През 1848 година се завръща във Виена, където открива собствен магазин за продажба на вино и деликатеси. Най-големият му син – Едуард Захер (1843 – 1892), получава образование при авторитетния виенски сладкар Кристоф Демел. Едуард прави няколко промени в рецептата за тортата на известния си баща. Тортата захер първоначално се продава в сладкарницата на Демел, а от 1876 година – и в основания от Едуард „Хотел Захер“. От този момент тортата е един от най-популярните десерти в австрийската кухня.
Умира на 11 март 1907 година в Баден, Австрия, където е и погребан в католическото гробище „Св. Елена“.